# 卡宴区
卡宴区是法國海外省法属圭亚那所辖的一个区，為法屬圭亞那的三個區中，面積最小但人口密度最大的區，其主要城镇为卡宴。2022年行政區劃曾改制，部分地區另立為聖喬治區。

## 辖区
卡宴区現轄有10個市鎮，其分別為:
- 開雲(省會)
- 伊拉庫博
- 庫魯
- 馬庫里亞
- 馬圖里
- 蒙西內里-托內格朗德
- 雷米爾-蒙若利
- 魯拉
- 聖埃利
- 錫納馬里

## 歷史
2015年，縣被從行政區廢除，在此之前，開雲區(包含現今的聖喬治區)轄有16個縣，其分別為:
- Approuague-Kaw（英语：Canton of Approuague-Kaw）
- Cayenne 1st Canton Nord-Ouest（英语：Cayenne 1st Canton Nord-Ouest）
- Cayenne 2nd Canton Nord-Est（英语：Cayenne 2nd Canton Nord-Est）
- Cayenne 3rd Canton Sud-Ouest（英语：Cayenne 3rd Canton Sud-Ouest）
- Cayenne 4th Canton Centre（英语：Cayenne 4th Canton Centre）
- Cayenne 5th Canton Sud（英语：Cayenne 5th Canton Sud）
- Cayenne 6th Canton Sud-Est（英语：Cayenne 6th Canton Sud-Est）
- 伊拉庫博縣（英语：Canton of Iracoubo）
- Kourou（英语：Canton of Kourou）
- Macouria（英语：Canton of Macouria）
- 馬圖里縣（英语：Canton of Matoury）
- Montsinéry-Tonnegrande（英语：Canton of Montsinéry-Tonnegrande）
- Rémiré-Montjoly（英语：Canton of Remire-Montjoly）
- 魯拉縣（英语：Canton of Roura）
- Saint-Georges-de-l'Oyapock（英语：Canton of Saint-Georges-de-l'Oyapock）
- 錫納馬里縣（英语：Canton of Sinnamary）

### 改制

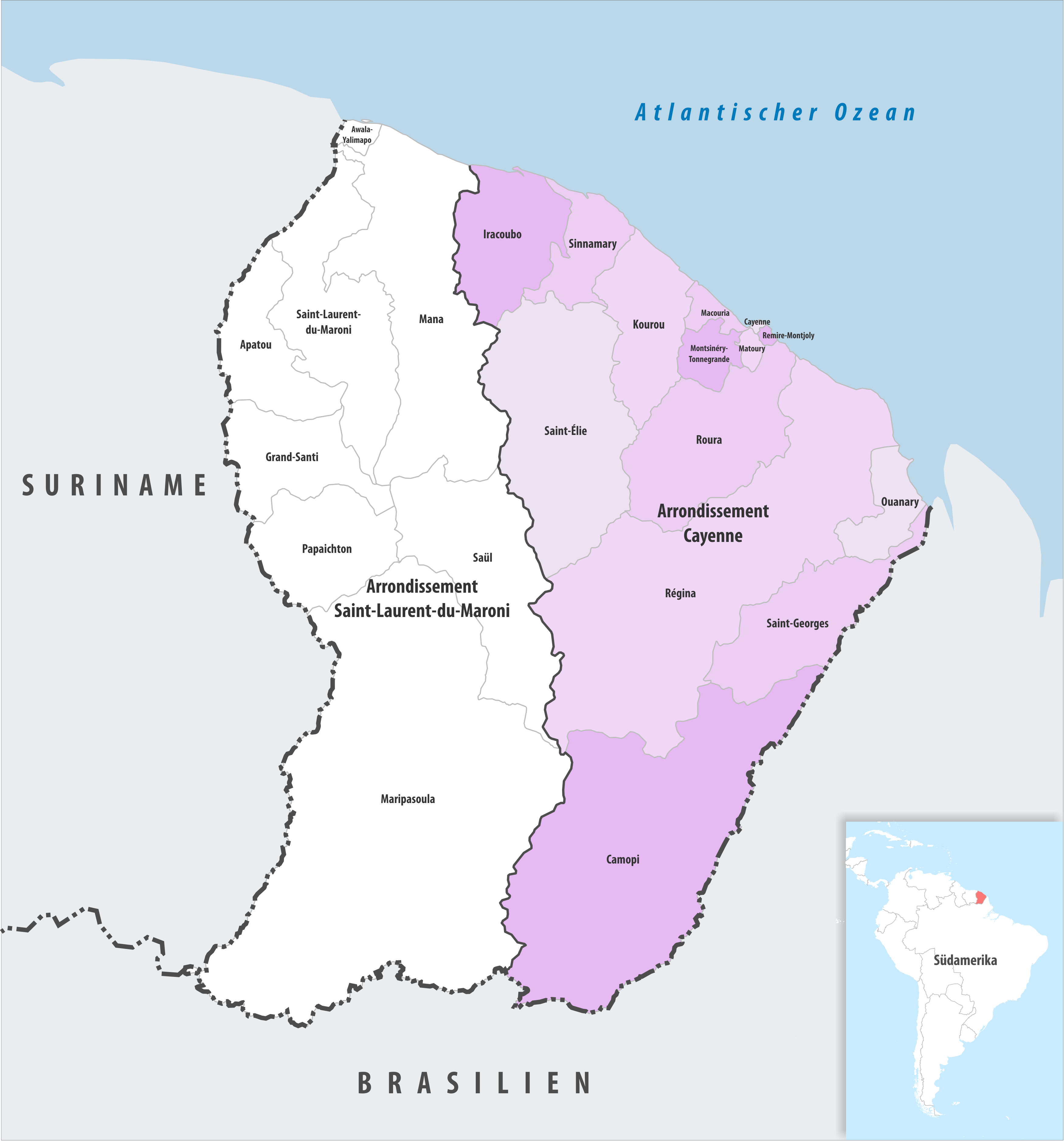
2022年10月以前的的開雲區，包含了現今的聖喬治區。

2022年10月26日，法國政府將原屬開雲區的聖喬治、卡莫皮、瓦納里、雷日納共四個市鎮另立為聖喬治區，使得開雲區下轄的市鎮由原先的14個減為10個